# Coupé-cabriolet

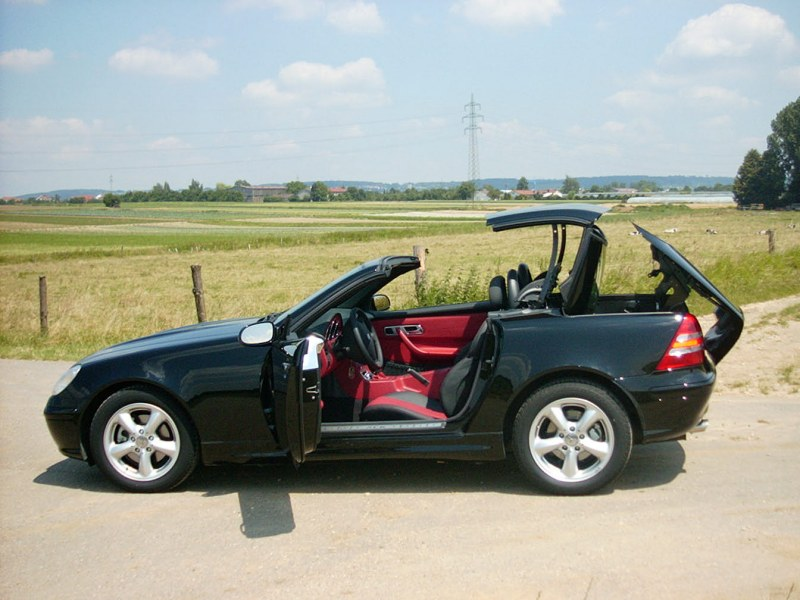
La fase di apertura di un tetto in metallo della Mercedes SLK

La coupé-cabriolet, o coupé-cabrio, è un'automobile (normalmente identificata dalla sigla CC o C+C) con caratteristiche sportive, dotata di un tetto rigido ripiegabile che, in rapporto alla sua posizione, configura la vettura come coupé (tetto sviluppato all'esterno) o come cabriolet (tetto ripiegato all'interno).  
Le coupé-cabrio consentono una maggiore versatilità di utilizzo rispetto alle normali cabriolet, offrendo una migliore protezione agli agenti atmosferici, durante i mesi invernali e assai maggiore resistenza ai raggi del sole nei mesi estivi. 

## Storia
Detta tipologia è divenuta particolarmente utilizzata nei primi anni del nuovo millennio, dopo il grande successo di vendite ottenuto dal modello SLK della Mercedes, messo in vendita nel 1996. Tuttavia la vettura coupé-cabrio non era una novità, essendo già stata concepita e realizzata già negli anni venti con l'americana Hudson Super Six, carrozzata da Ellerbeck nel 1922, che consentiva lo smontaggio manuale e la sistemazione dell'hard-top all'interno della vettura. 

### Inizio Novecento

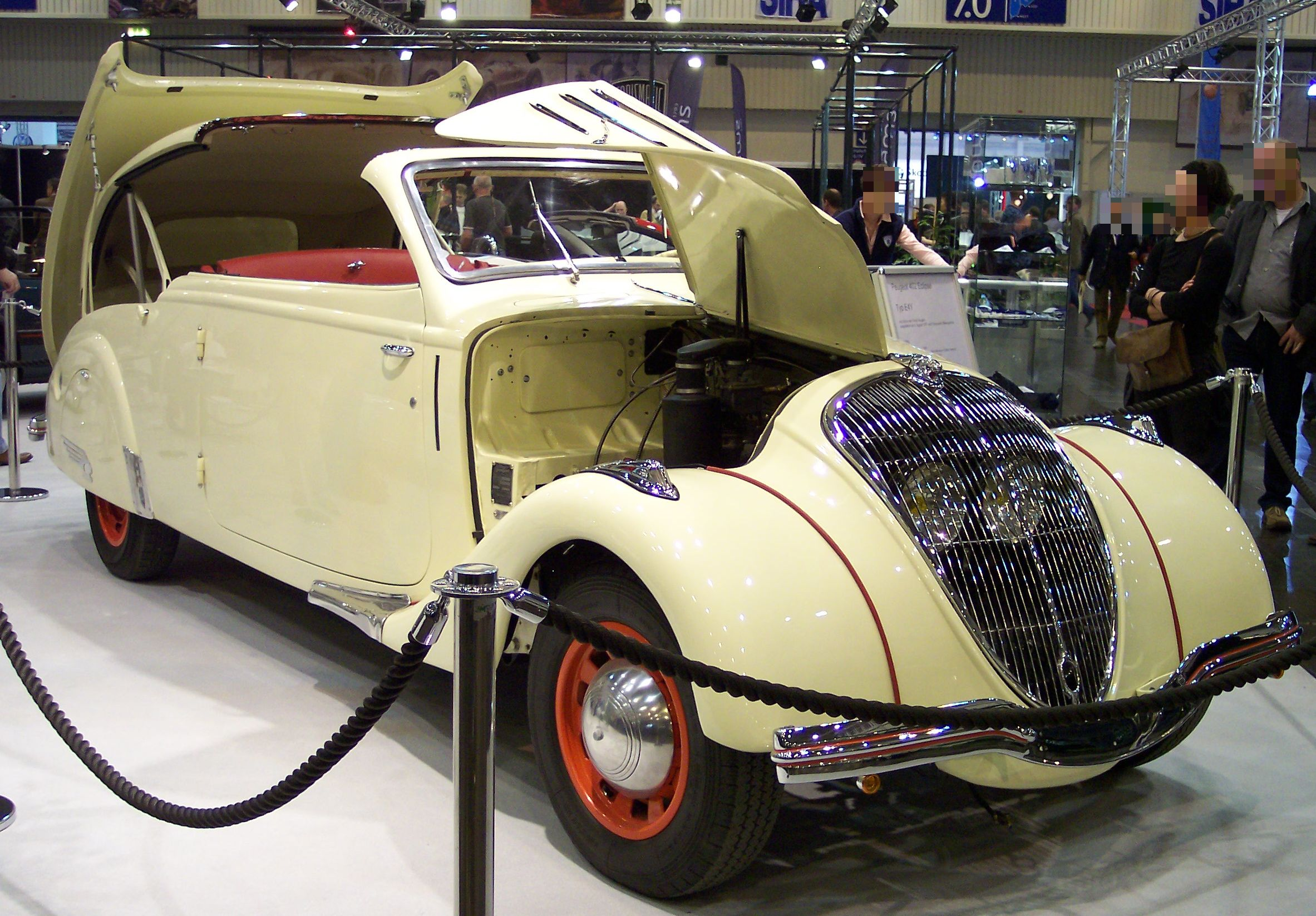
La Peugeot 402 Éclipse con tetto rigido scomponibile e ripiegabile

L'invenzione del tetto ripiegabile con sistema a "pantografo" è da attribuire al parigino Georges Paulin, di professione dentista e disegnatore per passione, che progetta un tetto rigido a scomparsa, realizzando anche un prototipo su telaio Citroën AC4, nel 1932. 
Il brevetto di Paulin, denominato éclipsable, destò l'attenzione del carrozziere Pourtout, il quale applicò il nuovo sistema, nel 1934, alle Lancia Belna e alle Peugeot 301, 401 e 601. Per tutti questi modelli, il tetto era ripiegabile, ma non scomponibile e veniva inserito integro, da leveraggi basculanti, all'interno del bagagliaio.
La prima coupé-cabrio moderna, ovvero con tetto rigido scomponibile e ripiegabile, fu la Peugeot 402 Éclipse che, visti i buoni risultati, la casa francese aveva deciso di produrre, adottando l'ormai perfezionato e definitivo sistema di Paulin. 
Presentata nel 1935, la Éclipse incarnò il futurismo dell'epoca, con la sua linea aerodinamica e la possibilità di trasformarla in cabriolet semplicemente spingendo un bottone che azionava i vari servocomandi elettrici. Tale dispositivo venne sostituito, dal 1936, con il più affidabile azionamento manuale; per il livello tecnico dell'epoca, il sistema servocomandato metteva spesso in crisi l'impianto elettrico e comportava una frequente manutenzione.
Dopo l'uscita di scena della Éclipse, nel 1939, la tipologia coupé-cabrio viene sostanzialmente dimenticata dalla normale produzione e verrà saltuariamente ripresa per la realizzazione di alcune concept car o di vetture speciali prodotta in piccola serie, tra le quali la Chrysler Thunderbolt, realizzata dalla carrozzeria LeBaron in 6 esemplari, nel 1941, e Ford Fairlane 500 Skyliner del 1957.

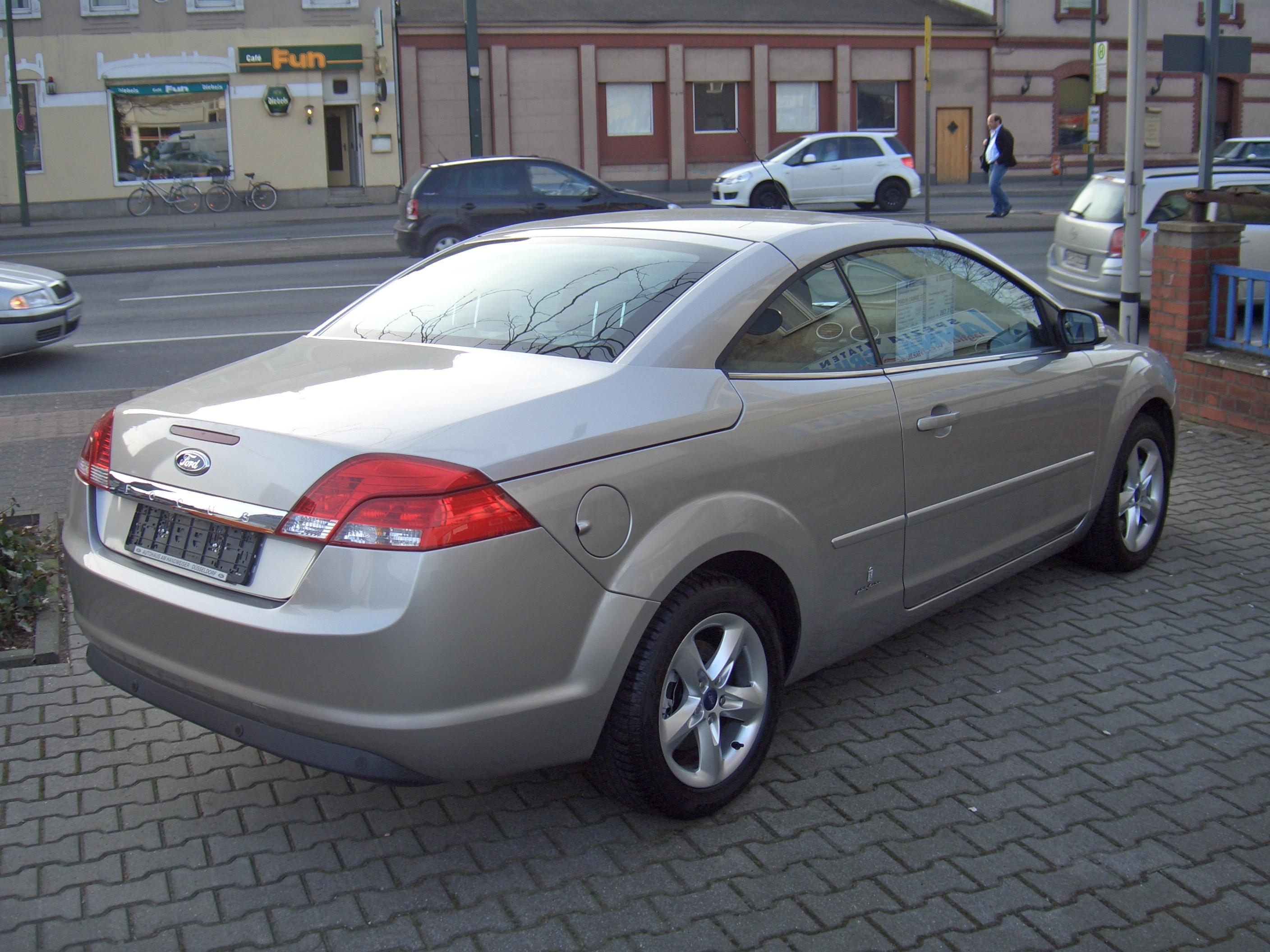
Ford Focus Coupe-Cabriolet del 2009 con il tetto rigido in uso

### Gli anni novanta

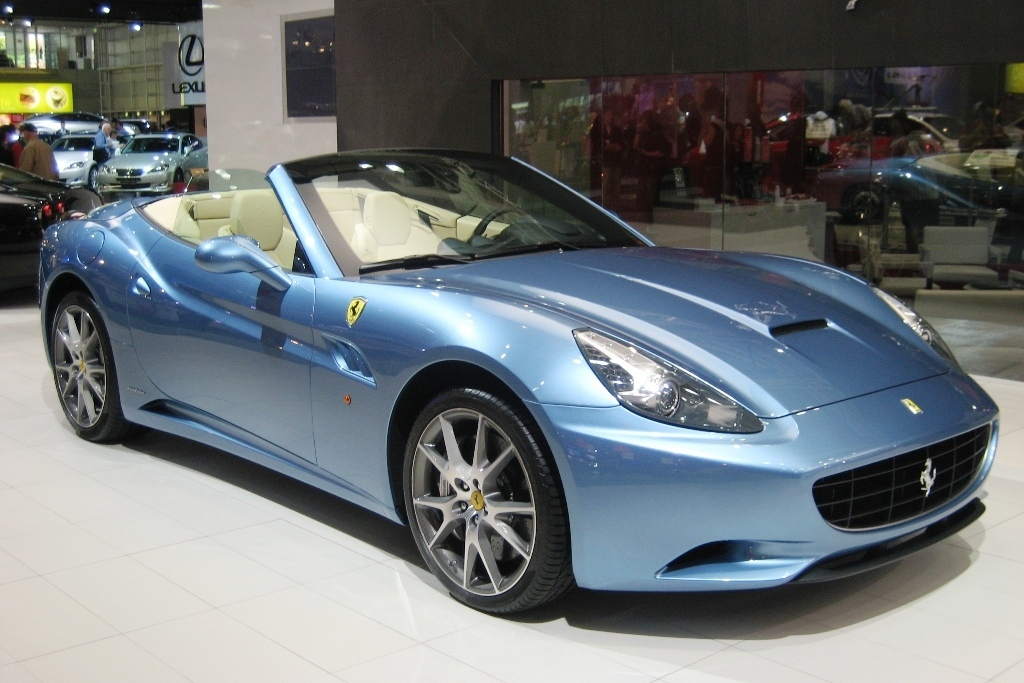
Una Ferrari California del 2008 con il tetto in metallo ripiegato

Nel 1991 viene presentato il prototipo Alfa Romeo Proteo, disegnata da Walter De Silva, che anticipa alcuni dei temi stilistici e tecnici che verranno adottati per le coupé-cabriolet dalla produzione mondiale negli anni successivi. Anche se avevano raggiunto lo stadio definitivo, il gruppo Fiat decise di non produrre il modello e la Proteo concluse la propria carriera, l'anno successivo, con l'assegnazione del Car Design Award 1992.
Rompe gli indugi la Mercedes-Benz che, nel 1996, presenta la SLK, una due posti sportiva dotata di tetto scomponibile e retraibile nel vano bagagli. Il successo è immediato quanto inatteso – anche in considerazione del prezzo di listino – e duraturo, tanto che nei primi 10 anni verranno prodotti oltre 450.000 esemplari della vettura.
Nel 1998, Peugeot presenta la 206 CC, una coupé-cabrio ispirata alla SLK ma di ridotte dimensioni e con la configurazione dei posti del tipo 2+2 che verrà commercializzata nel 2000, ottenendo molto successo ed essendo una delle prime automobili del segmento B ad avere una soluzione per la copertura di questo tipo.

Un'altra novità riguarda il mondo delle sportive di lusso, nel 2008 la Ferrari commercializza la sua prima vettura con carrozzeria coupé-cabriolet, la Ferrari California.